# أسخات كاديركولوف
أسخات كاديركولوف (بالروسية: Асхат Кадыркулов) (من مواليد 14 نوفمبر 1974) لاعب كرة قدم محترف سابق كازاخستاني. ومثل الفريق الوطني الكازاخستاني. وسجل أربعة أهداف لبلده.

## الإحصاءات المهنية

### الأهداف الدولية
| هدف | تاريخ         | مكان                                     | المنافس | النتيجة | الحصيلة | منافسة                               | مرجع |
| --- | ------------- | ---------------------------------------- | ------- | ------- | ------- | ------------------------------------ | ---- |
| 1.  | 6 أبريل 2000  | ملعب جاسم بن حمد، الدوحة، قطر            | فلسطين  | 1–0     | 2–0     | تصفيات كأس آسيا 2000                 |      |
| 2.  | 28 مايو 2000  | ستاد الملك عبد الله الثاني، عمان، الأردن | فلسطين  | 1–0     | 3–2     | بطولة اتحاد غرب آسيا لكرة القدم 2000 |      |
| 3.  | 28 مايو 2000  | ستاد الملك عبد الله الثاني، عمان، الأردن | فلسطين  | 3–2     | 3–2     | بطولة اتحاد غرب آسيا لكرة القدم 2000 |      |
| 4.  | 12 أبريل 2001 | ملعب الشعب الدولي، بغداد، العراق         | نيبال   | 6–0     | 6–0     | تصفيات كأس العالم 2002               |      |

## روابط خارجية
- أسخات كاديركولوف على موقع قاعدة بيانات كرة القدم.إي يو (الإنجليزية)
- أسخات كاديركولوف على موقع ناشيونال فوتبول تيمز (الإنجليزية)